# سیارک ۵۷۸۶
سیارک ۵۷۸۶ (به انگلیسی: 5786 Talos، نامگذاری:1991RC) پنج هزار و هفتصد و هشتاد و ششمین سیارک کشف شده‌است که در ۳ سپتامبر ۱۹۹۱ کشف شد.
قدر مطلق سیارک برابر ۱۷٫۰۰ است.